# Peltoceras
Peltoceras es un género extinto de ammonites de la familia Aspidoceratidae, subfamilia Peltoceratinae, que vivió durante la última parte del Jurásico Medio (T Calloviense).
La caparazón de Peltoceras es evoluta con verticilos que apenas se abrazan, por lo que todos los verticilos están en su mayoría expuestos. El borde exterior, que se conoce como ventidor, alineado con la parte inferior o el vientre del animal, es casi plano. Los verticilos internos tienen nervaduras fuertes que se bifurcan y trifurcan en el margen ventral. Los verticilos exteriores tienen grandes costillas simples y dos filas de tubérculos laterales masivos, la fila exterior se desarrolla primero.